# Liste der Bodendenkmäler in Legau
Auf dieser Seite sind die Bodendenkmäler in dem schwäbischen Markt Legau zusammengestellt. Diese Tabelle ist eine Teilliste der Liste der Bodendenkmäler in Bayern. Grundlage ist die Bayerische Denkmalliste, die auf Basis des Bayerischen Denkmalschutzgesetzes vom 1. Oktober 1973 erstmals erstellt wurde und seither durch das Bayerische Landesamt für Denkmalpflege geführt wird. Die folgenden Angaben ersetzen nicht die rechtsverbindliche Auskunft der Denkmalschutzbehörde.

## Bodendenkmäler in Legau

### Bodendenkmäler in der Gemarkung Lautrach
| Lage                | Objekt                                                 | Akten-Nr.     | Bild |
| ------------------- | ------------------------------------------------------ | ------------- | ---- |
| Lautrach (Standort) | Befestigung vor- und frühgeschichtlicher Zeitstellung. | D-7-8126-0019 |      |

### Bodendenkmäler in der Gemarkung Legau
| Lage             | Objekt | Akten-Nr.     | Bild |
| ---------------- | --- | ------------- | ---- |
| Legau (Standort) | Siedlung des Neolithikums.                                                                                                | D-7-8126-0004 |      |
| Legau (Standort) | Siedlung des Neolithikums.                                                                                                | D-7-8126-0005 |      |
| Legau (Standort) | Siedlung des Neolithikums.                                                                                                | D-7-8126-0007 |      |
| Legau (Standort) | Grabhügel vorgeschichtlicher Zeitstellung.                                                                                | D-7-8126-0009 |      |
| Legau (Standort) | Burgstall des Mittelalters.                                                                                               | D-7-8126-0010 |      |
| Legau (Standort) | Mittelalterliche und frühneuzeitliche Befunde im Bereich der Katholischen Pfarrkirche St. Gordian und Epimachus in Legau. | D-7-8126-0033 |      |
| Legau (Standort) | Frühneuzeitliche Befunde im Bereich der Katholischen Wallfahrtskirche Maria Schnee in Lehenbühl.                          | D-7-8126-0034 |      |
| Legau (Standort) | Friedhof der frühen Neuzeit (Pestfriedhof).                                                                               | D-7-8126-0056 |      |
| Legau (Standort) | Burgstall des Mittelalters.                                                                                               | D-7-8127-0012 |      |

### Bodendenkmäler in der Gemarkung Maria Steinbach
| Lage                       | Objekt | Akten-Nr.     | Bild |
| -------------------------- | --- | ------------- | ---- |
| Maria Steinbach (Standort) | Burgstall des Mittelalters. | D-7-8126-0011 |      |
| Maria Steinbach (Standort) | Befestigung des Mittelalters. | D-7-8126-0012 |      |
| Maria Steinbach (Standort) | Burgstall des Mittelalters. | D-7-8126-0013 |      |
| Maria Steinbach (Standort) | Mittelalterliche und frühneuzeitliche Befunde im Bereich der Katholischen Pfarr- und Wallfahrtskirche zur Schmerzhaften Muttergottes und St. Ulrich in Maria Steinbach und ihrer Vorgängerbauten. | D-7-8126-0014 |      |